# Lorenzo 1997 - L'albero
| Recensione    | Giudizio |
| ------------- | -------- |
| 24.000 dischi |          |
| AllMusic      |          |

Lorenzo 1997 - L'albero è il settimo album in studio del cantautore italiano Jovanotti, pubblicato il 30 gennaio 1997 dalla SoleLuna e dalla Mercury Records.
L'album è costato circa 600 milioni di lire, diventando così il disco più costoso realizzato dall'artista fino al 1997. Lo stesso Jovanotti, parlando del disco, ha affermato che è «lo specchio sonoro della mia vita [...] un disco confuso [...] il mio disco più bello. Di sicuro».
All'album è legato anche un film omonimo, diretto dal regista Eros Puglielli e trasmesso da Rai 2 il 1º maggio 1997, nel quale lo stesso Jovanotti recita nel ruolo di sé stesso, accanto a Claudio Cecchetto e Red Ronnie.

## Descrizione
L'album è stato descritto dallo stesso cantautore come un lavoro che vuole portare un messaggio positivo, che cerca di «estremizzare le pulsioni della vita», nonostante lo «sbandamento dell'epoca senza valori» in cui il disco è stato scritto e pubblicato.
A dominare sono quindi le canzoni d'amore, come il singolo di lancio, Bella, caratterizzato da un forte ottimismo. Al contrario degli altri album di Jovanotti, questa volta è presente un solo brano a sfondo politico nel disco che è Occhio non vede cuore non duole.

## Tracce
Testi di Jovanotti.
1. Intro – 0:57 (musica: Jovanotti, Luca Cersosimo)
2. Bella – 4:36 (musica: Jovanotti, Michele Centonze)
3. La linea d'ombra – 5:09 (musica: Jovanotti, Michele Centonze)
4. Questa è la mia casa – 5:25 (musica: Jovanotti, Michele Centonze)
5. Umano – 4:22 (musica: Pier Luigi Foschi, Michele Centonze, Demo Morselli)
6. Il muratore – 4:45 (musica: Michele Centonze, Saturnino Celani, Jovanotti)
7. Canzone piccola – 2:31 (musica: Jovanotti, Saturnino Celani)
8. Il re – 2:57 (musica: Jovanotti, Marco Tamburini)
9. Per la vita che verrà – 3:44 (musica: Jovanotti)
10. L'albero – 5:11 (musica: Jovanotti, Saturnino Celani)
11. Occhio non vede cuore non duole – 5:19 (musica: Michele Centonze, Jovanotti)
12. Ueikap – 4:24 (musica: Michele Centonze, Saturnino Celani, Jovanotti)
13. Luna di città d'agosto – 3:11 (musica: Jovanotti)
14. Il fiore del 2000 – 5:34 (musica: Michele Centonze, Jovanotti)
15. Big Bang (parte 1: parole) – 4:17 (musica: Jovanotti, Luca Cersosimo)
16. Big Bang (parte 2: pensieri) – 4:06 (musica: Luca Cersosimo)
17. La ritmica – 4:48 (musica: Jovanotti, Pier Luigi Foschi)
18. Il tamburo – 3:03 (musica: Jovanotti, Michele Centonze)
19. La pace – 3:17 (musica: Jovanotti)

## Formazione
- Jovanotti – voce, chitarra acustica
- Bheki Khoza – chitarra
- Michele Centonze – chitarra, programmazione
- Saturnino – basso, mandolino
- Pape Gurioli – pianoforte
- Stefano Bollani – pianoforte, hammond, rhodes, vibrafono
- Alberto Tafuri – tastiera, sintetizzatore, pianoforte
- Pier Foschi – batteria
- Ernesttico Rodriguez – percussioni, djembe
- Fabio Sartoni – cembalo
- Pops Mohamed – kalimba
- DJ Enzo – scratch
- Emanuela Cortesi – cori
- Bruno Bisick – violoncello
- Marco Tamburini, Demo Morselli – trombe
- Ambrogio Frigerio – trombone
- Michael Rosen – sassofono, flauto traverso
- Alberto Borsari – armonica

## Classifiche

### Classifiche settimanali
| Classifica (1997) | Posizione massima |
| ----------------- | ----------------- |
| Austria           | 15                |
| Italia            | 1                 |
| Svizzera          | 10                |

### Classifiche di fine anno
| Classifica (1997) | Posizione |
| ----------------- | --------- |
| Europa            | 64        |
| Italia            | 4         |